# Yeniarx (Göyçay)
Yeniarx è un comune dell'Azerbaigian situato nel distretto di Göyçay. Conta una popolazione di 1 340 abitanti.